# Pakistanska muslimanska liga (N)
Pakistanska muslimanska liga (Nawaz) (urdu: (پاکستان مسلم لیگ (ن; skraćeno PML-N) centralno desna konzervativna je politička stranka u Pakistanu. Većinska je stranka u Nacionalnoj skupštini nakon općih izbora 2013. godine te u Provincijskoj skupštini Punjaba. Jedna je od nekoliko nasljednica izvorne Pakistanske muslimanske lige (PML) nakon smrti Muhammada Zia-ul-Haqa 1988. godine. PML-N poprimila je današnji oblik pod vodstvom Nawaza Sharifa, nakon odcjepljenja od PML-a pod vodstvom Muhammada Khana Juneja.
Za razliku od ljevičarske Pakistanske narodne stranke (PPP), PML-N je općenito konzervativna, a podržava kapitalizam slobodnog tržišta, jaku nacionalnu obranu i suprotstavlja se regulaciji i sindikatima. Prema istraživanju Međunarodnog republikanskog instituta provedenom u 2012., 2013. i 2014. godini, PML-N je najpopularnija stranka u Pakistanu.

## Vanjske poveznice
- Službena stranica